# Kozak (dopływ Przylepnicy)
Kozak – struga dorzecza Narwi, lewy dopływ Przylepnicy o długości 9,18 km. Wypływa w okolicach wsi Rumoka i płynie w kierunku południowo-zachodnim niezabudowanymi terenami, a do Przylepnicy wpada na północ od wsi Przychód.